# Jardí històric de Santa Anna
El Jardí històric de Santa Anna és una obra de Besalú (Garrotxa) protegida com a Bé Cultural d'Interès Local.

## Descripció
El jardí de Santa Maria es troba en un turonet que corona la vila, al qual s'accedeix pel carrer Abat Safont.
La importància d'aquest jardí rau en el fet que conté les restes de l'antic castell i l'església de Santa Maria. En el seu entorn es troben restes de gran importància que configuren la història de Besalú. El recinte és d'ús privat, però obre un dia a la setmana per a poder visitar l'església i les restes del castell.